# Karl Gustavssons ätt
Karl Gustavssons ätt (två liljor) är en nutida konventionell benämning på en utslocknad svensk medeltida uradlig, frälsesläkt känd sedan år 1275.
Ätten har fått sitt namn efter riddaren Karl Gustafsson eller Göstavsson (död efter 1280).
Vapen: Två liljestavar (stavliljor) i Andreaskors, möjligen marskalkstavar
Karl Gustavsson var under okänd tid kung Magnus Ladulås riksråd och marsk, och kan möjligen vara den förste svenska marsken, en titel som tillkom under Magnus Ladulås regeringstid (1275–1290), efter att jarlämbetet avskaffades, och delades upp i drots och marsk. Karl Gustafsson var också en av ledarna för det sista, Tredje folkungaupproret 1278-1280. Han förekommer inte i källor som riksråd eller marsk efter 1280.
Hans till namnet okända dotter, var gift med Filip Ulfsson (Ulv).
Två systrar till Karl Gustafsson är kända; priorinnan Margareta Gustafsdotter som 1299 anlade S:t Johannes nunnekloster. Deras syster Ingeborg var först gift med en Nils Mikaelsson, som synes ha fått sina gods konfiskerade av kung Magnus, fick sannolikt i detta äktenskap sonen Håkan Jonsson Läma,, hon var sedan gift med riddaren Bengt Pedersson (tre hjorthorn) och skänkte gårdar i Närke,  Östergötland och Småland till klostret.